# Mont Schevill
Le mont Schevill est le point culminant de la chaîne Duncan, à 1 997 mètres d'altitude, dans la chaîne de la Reine-Maud, dans la chaîne Transantarctique.
Il est nommé par l'Advisory Committee on Antarctic Names en l'honneur de William E. Schevill, biologiste de l'USARP à la base antarctique McMurdo en 1964-1965.